# 卡利尼夫卡 (科诺托普区)
卡利尼夫卡（烏克蘭語：Калинівка），是烏克蘭東北部蘇梅州科諾托普區科诺托普市镇内的村落。處於葉祖奇河左岸，距離洛布基夫卡1.5公里和科諾托普2公里，2001年人口531。